# Linux Virtual Server
Pour les articles homonymes, voir LVS.
Linux Virtual Server (LVS) est une solution avancée de répartition de charge pour GNU/Linux.
LVS est un projet gratuit et open source lancé par Wensong Zhang en mai 1998, sous licence GNU General Public License (GPL), version 2. La mission de ce projet était de construire un serveur de haute performance pour Linux utilisant la technologie du clustering.

## Introduction
Le travail majeur du projet LVS, consiste à développer un logiciel d'équilibrage de charge IP (IPVS), un logiciel d'équilibrage de charge au niveau de l'application (KTCPVS) et des composants de gestion de cluster.
- IPVS: un logiciel d'équilibrage de charge IP implanté dans le noyau Linux. Le code de LVS est fusionné dans les versions 2.4.x et plus récentes du noyau Linux[1]
- KTCPVS: implémente un équilibrage de charge au niveau de l'application dans le noyau Linux, en février 2011 il était en développement[2]